# Фрунзе (лек крайцер, 1940)
Фрунзе e лек крайцер на ВМФ на СССР от проект 68-К, „Чапаев“. Името си носи в чест на Михаил Фрунзе.

## История на строителството
На 29 август 1939 г. е заложен в КСЗ № 198 (завода „А.Марти“ (Черноморски корабостроителен завод), Николаев). Заводски номер: 356. На 25 септември 1940 г. е зачислен в списъците на ВМФ. На 30 декември 1940 г. е спуснат на вода. През лятото на 1941 г. строителството е спряно.
От началото на август есминецът „Бойкий“, заедно с другите есминци на 1-ви и 2-ри дивизиони конвоират корабите от резерва на флота от Николаев към източните пристанища на Черно море. Преведени са спомагателният крайцер „Микоян“ (ледоразбивач въоръжен с пет 130-мм оръдия), 6 подводници, недостроените крайцери „Фрунзе“, „Куйбишев“, лидерите „Киев“, „Ереван“, есминците „Свободний“, „Огневой“, „Озорной“ с натоварено заводско оборудване и ценни механизми. На 9 август 1941 г. крайцерът „Фрунзе“ е отбуксиран в Поти и законсервиран.
През 1942 г. кърмовата му част е отделена и заварена за корпуса на повредения КР „Молотов“ (от пр.26-бис). Присъединяването към корпуса на повредения кораб „Молотов“ на новата кърма на недостроения крайцер от проект 68 „Фрунзе“, с по-големи размери, на определени места от 200 до 1500 мм, става за сметка на разглобяването на външната ѝ обшивка и бордовия набор в района на 230-240-я шпангоут, последващо огъване на набора и сглобяване по новите стикове, което да осигури плавен преход от единия теоретичен чертеж  към другия. „Молотов“ така и не получава нормални обводи на корпуса, за сметка на това използването на готовата кърмова част позволява въвеждането на кораба в строй много бързо.
На 19 декември 1950 года (според други данни на 28 март 1951 г.) „Фрунзе“ е достроен след ВОВ и въведен в строй.

## История на службата
- 8 април 1951 г. – влиза в състава на ЧЧФ (Червенознаменен Черноморски флот).

- В периода от 15 до 25 октомври 1953 г. посещава пристанищата Констанца в Румъния и Варна в България заедно с крайцера „Куйбишев“, и четири есминеца от проекта 30-бис[4].
- 18 април 1958 г. – изваден от бойния състав на флота и прекласифициран на учебен кораб.
- 6 февруари 1960 г. – разоръжен и изключен от състава на флота.
- 14 март 1960 г. – разформирован.
- 1960 – 1961 г. – разкомплектован за скрап на базата на „Главвторчермет“ в гр. Севастопол[2].

## Командири
- от февруари 1949 г. Марков, Филип Савелиевич[5]
- 1950 капитан 2-ри ранг Соловьов